# 首尔交通公社6000系电力动车组
首尔交通公社6000系电力动车组（：／）是首尔交通公社的一款通勤型电力动车组，在首尔地铁6号线及首尔地铁7号线运营。

## 概况
6000系电力动车组是首尔特別市都市铁道公社的列车，是直流用车辆，由现代Mobis和现代Rotem负责生产。列车在2000年开始正式使用，目前运行于首尔地铁6号线，配属于新内车辆基地。列车客室车门为氣動内藏门，每节车厢共4对车门，列车在两端设有紧急出口，均为8辆编组。
2012年，首爾地鐵7號線延伸至富平區廳時，由於SR000列車的引入未完成，將604-606暫時轉移到7號線，隨後返回6號線。從此以後，為了增加7號線的列車，將640〜641轉移到7號線，噴漆也改為7號線的顏色，並且仍在運行，以改善7號線富川和仁川之間的高峰時間分配間隔，並將它們放在7號線以解決調度間隔問題。

## 使用情况
6000系电力动车组分为41组，其中601~614由现代Mobis制造，615~641由现代Rotem制造，控制方式为VVVF-IGBT，列车的控制系统参考了JR东日本209系电力动车组和JR东日本E231系电力动车组。值得一提的是，609号列车早期的控制装置为VVVF-GTO，但是由于再生制动效果欠佳，故于2005年改为了VVVF-IGBT。目前，列车的LED显示屏已全部安装。

## 列车改造
在2003年2月18日大邱地铁纵火案发生后，列车的材料全部改为了防火材料，并且加装了火灾报警系统。

## 编组
|          | ←鷹岩循環/長岩方向新內/石南方向→ 6000 |              |              |              |              |              |              |              |
| 車廂編號 | 1                                     | 2            | 3            | 4            | 5            | 6            | 7            | 8            |
| 集電弓   |                                       | ◇◇           |              |              |              | ◇◇           |              |              |
| 形式區分 | 61XX (Tc)                             | 62XX (M')    | 63XX (M)     | 64XX (T)     | 65XX (T)     | 66XX (M')    | 67XX (M)     | 60XX (Tc)    |
| 动力单元 | 单元1                                 | 单元1        | 单元1        | 单元1        | 单元2        | 单元2        | 单元2        | 单元2        |
| 其他設備 |                                       |              |              |              |              |              |              |              |
| 安裝機器 | SIV,BT                                | VVVF,CP      | VVVF         |              |              | VVVF,CP      | VVVF         | SIV,BT       |
| 車輛重量 | 33.7t                                 | 35.8t        | 35.4t        | 29.3t        | 29.3t        | 35.8t        | 35.4t        | 33.7t        |
| 載客量   | 148人                                 | 160人        | 160人        | 160人        | 160人        | 160人        | 160人        | 148人        |
| 車廂編號 | 6101 ： 6141                          | 6201 ： 6241 | 6301 ： 6341 | 6401 ： 6441 | 6501 ： 6541 | 6601 ： 6641 | 6701 ： 6741 | 6001 ： 6041 |

範例
- VVVF：主控制裝置（VVVF變頻器）
- SIV：靜式變流器
- CP：電動空氣壓縮機
- BT：蓄電池

## 列车当前配属
- 新内车辆基地：601~639
- 道峰车辆基地：640~641[1]

## 圖片

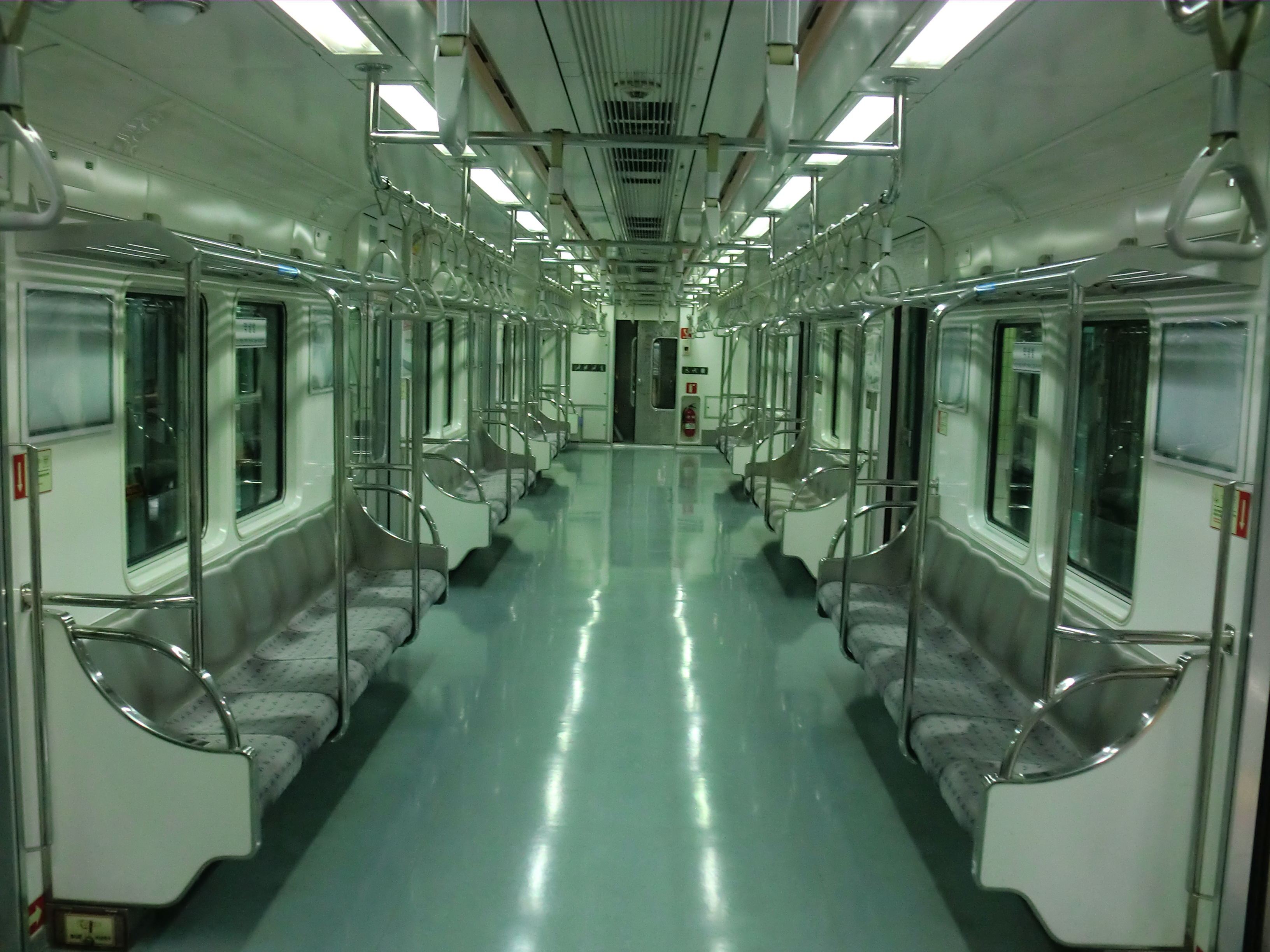
列車內部
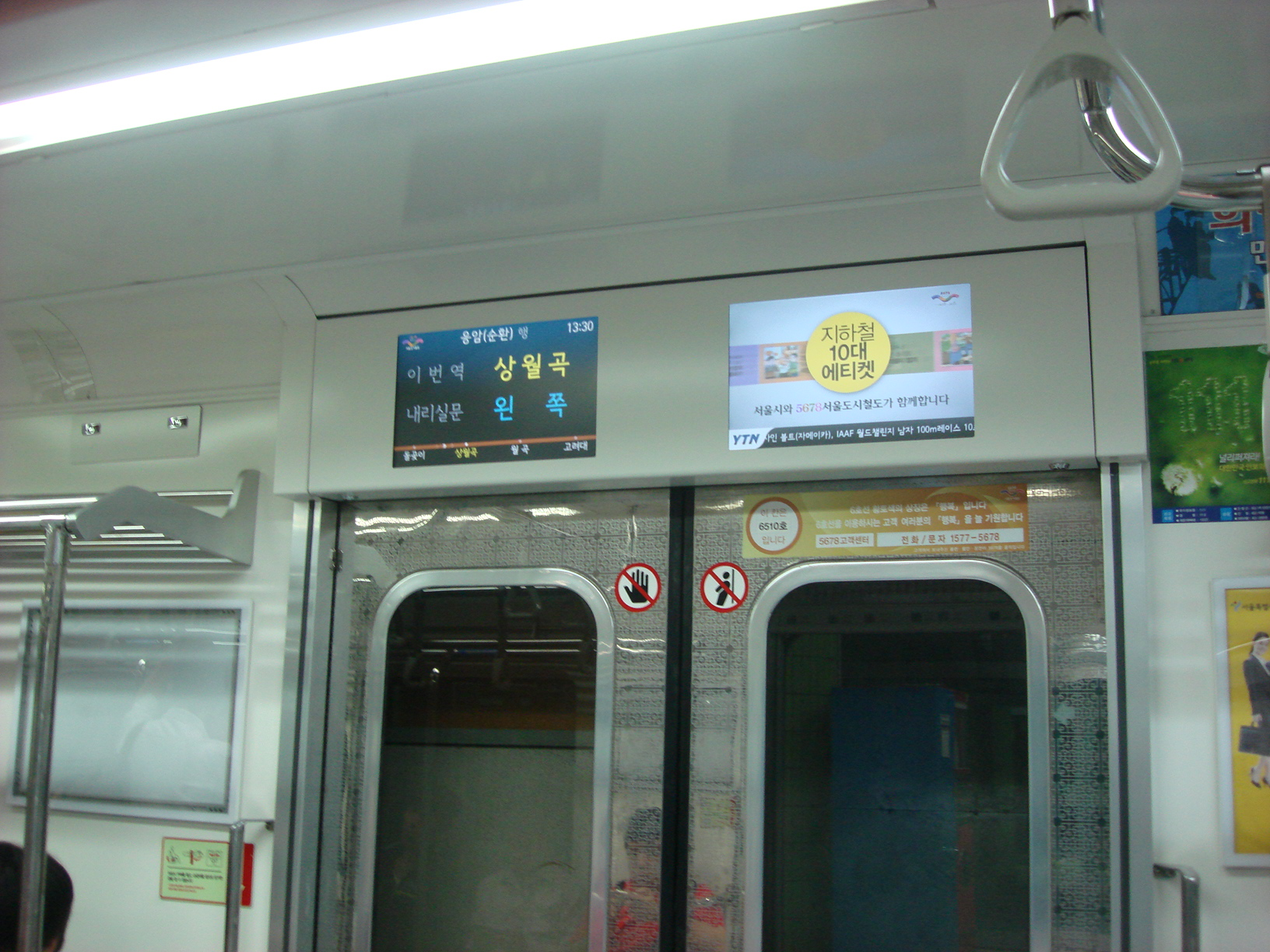
車門與螢幕顯示器
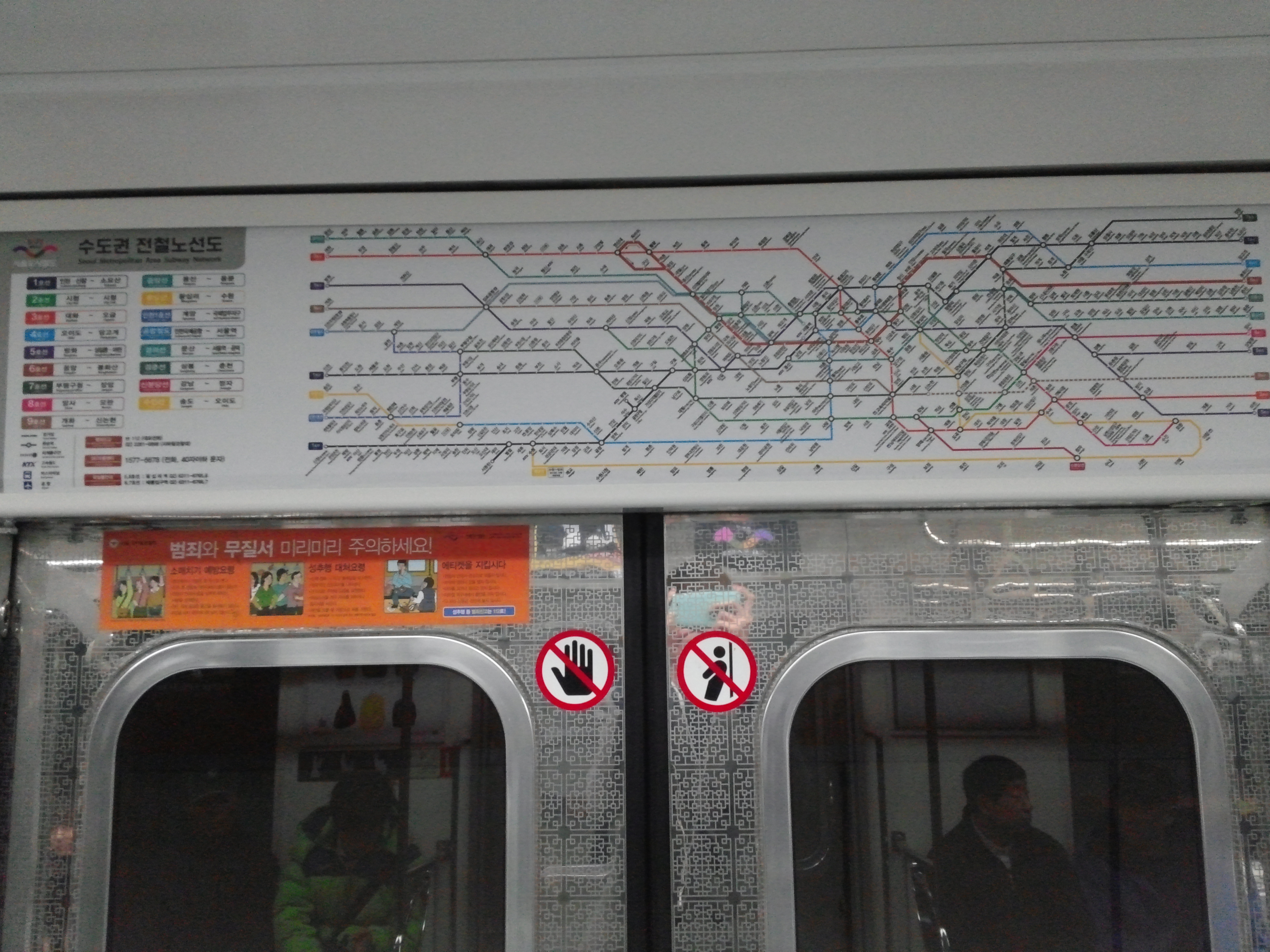
車廂內的地鐵路線圖